# St. John Ambulance Malaysia
De St. John Ambulance Malaysia, een tak van de Britse Orde van Sint-Jan, heeft in Maleisië een actieve afdeling met ridders in allerlei graden, een eigen Orde van Trouw of "Darjah Setia Utama" en een Orde van Hoogste Verdienste of "Darjah Bakti Perkasa". Verder zijn er medailles uitgegeven.

Anders dan in andere staten is het lint niet egaal zwart maar zwart-geel-wit-zwart. Ook het lint met het kleine Kruis van Malta dat in veel landen wordt gedragen, wordt in Maleisië wel gebruikt. Moslims zullen het veelkleurige lint kiezen.
Het spreekt voor de veelzijdigheid van Maleisië dat er een organisatie is, die naar een Europese heilige is genoemd en ook nu nog, meer dan 50 jaar na de onafhankelijkheid, de Britse leeuw en eenhoorn en het kruis van Malta in als insigne gebruikt.
In de vroeger door Groot-Brittannië beheerste Straits settlements, een kroonkolonie, in de in 1957 onafhankelijk geworden federatie en in het in 1963 opgerichte Koninkrijk Maleisië is de internationaal werkende orde sinds 1937 actief. De ambulances en de eerste hulp zijn bij het brede publiek bekend.
De bestuursleden gebruiken ook de postnominale letters van de Orde van Sint-Jan. De voorzitter in Perak is bijvoorbeeld  Y.Bhg. Dato Haji Mohd. Zainal Abidin Bin Haji Abdul Kadir
DPMP., PMP., AMN., PPN., PJK., OSt.J., JP. De heer is Kadir is moslim want hij draagt als teruggekeerde bedevaartganger de titel "Haji" maar hij draagt ook de letters "OSt.J." voor Order of Saint-John achter zijn naam. Dato is een eretitel en de andere letters slaan op zijn andere onderscheidingen.

## De onderscheidingen van de Orde van Sint-Jan in Maleisië
De orde kent in Maleisië Grootkruisen en ridders. Men draagt de versierselen meestal aan het veelkleurig lint over de rechterschouder (Darjah Setia Utama), om de hals (Darjah Bakti Perkasa) of op de linkerborst.
Dan zijn er nog de door de orde zelf ingestelde orden van verdienste en medailles.Wij noemen:
- De Medaille voor 50 jaar dienst.Het lint is zwart met twee witte banen.Op het lint zijn vijf gouden kruisen van Malta bevestigd.
- De Medaille voor 25 jaar dienst.Op het lint zijn drie zilveren kruisen van Malta bevestigd.Het lint is zwart met twee witte banen.
- De Medaille voor 10 jaar dienst.Het lint is zwart met twee witte banen. (niet afgebeeld)
- De Medaille voor 5 jaar dienst.Het lint is goud-zwart-wit-zwert-goud. (niet afgebeeld)
- De Orde van Hoogste Trouw, Order of Supreme Loyalty of Darjah Setia Utama. Op het lint worden drie gouden sterren bevestigd.
- De Orde van Hoogste Verdienste, Order of Supreme Merit of Darjah Bakti Perkasa.Op het lint worden twee gouden sterren bevestigd.
- De Medaille voor Schitterende Dienst, Splendid Service Medal of Pingat Jasa Gemilang.Op het lint wordt een gouden ster bevestigd. (niet afgebeeld)
- De Medaille voor Belangrijke Dienst, Distinguished Service Medal of Pingat Jasa Cemerlang.Op het lint wordt een zilveren ster bevestigd. (niet afgebeeld)
- De Medaille van Verdienste, Meritorious Service Medal of Pingat Jasa Terpuji.Op het lint wordt een bronzen ster bevestigd. (niet afgebeeld)
- De Medaille voor Dapperheid, Medal for Bravery of Pingat Gagah Berani.Het lint is zwart-geel-rood-wit-zwart. (niet afgebeeld)
- De Reddingsmedaille aan een lichtblauw lint met rood-witte bies. (niet afgebeeld)